# Kevin Kline

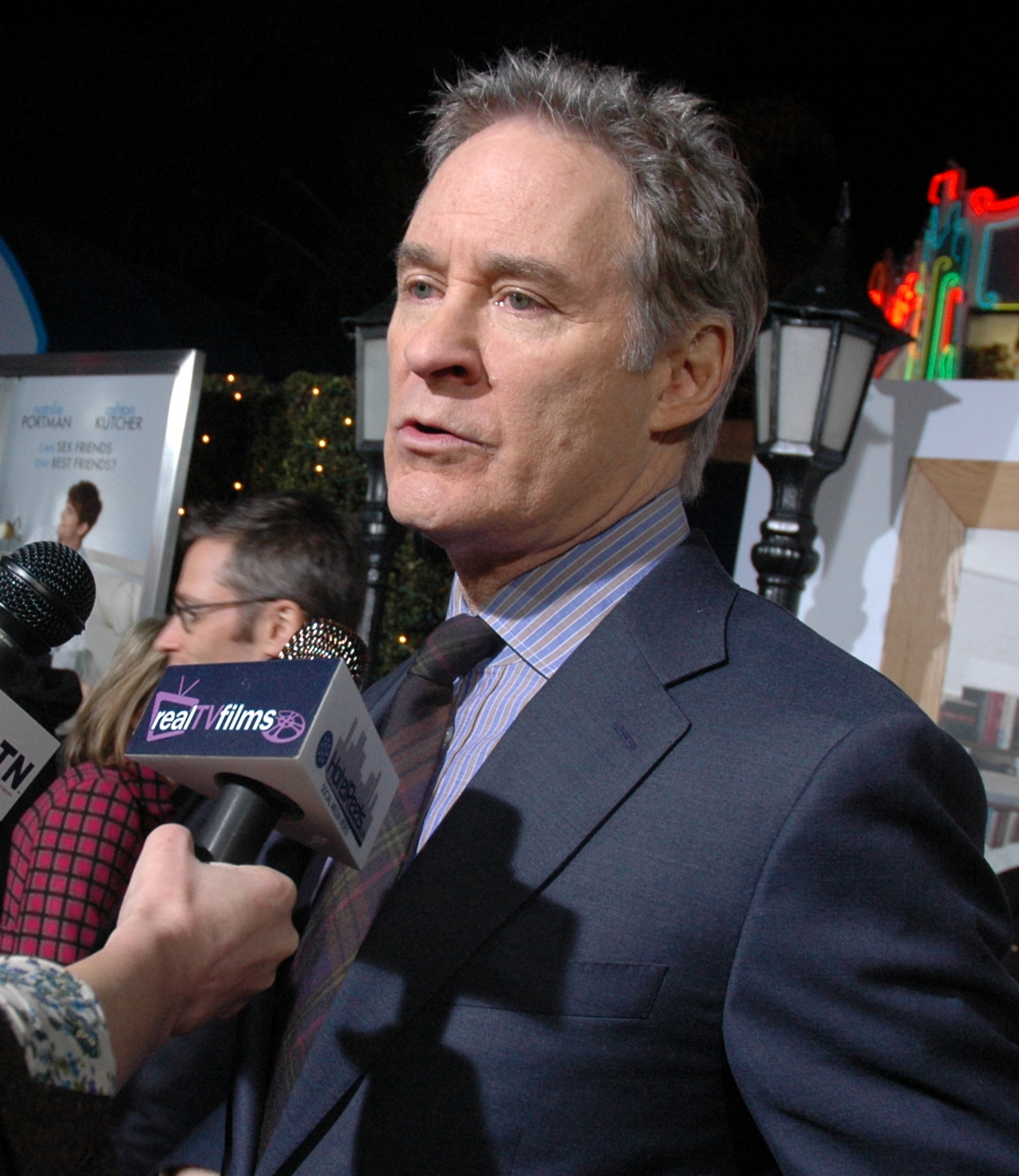
Kevin Kline em 2011.

Kevin Delaney Kline (St. Louis, 24 de outubro de 1947) é um ator estadunidense. Kline já foi agraciado com um Óscar e três prêmios Tony. Em 2003 ele entrou no Hall da Fama do teatro estadunidense.

## Biografia
Estudou na Universidade de Indiana, e, a seguir, na academia de interpretação Juilliard School, de Nova Iorque.
Em 1972, Kline se incorporou a uma companhia teatral em Nova York, com a que também realizou turnês por todo o país interpretando obras de Shakespeare. Teve sucesso nos palcos e mais adiante ganhou dois prêmios Tony por sua atuação em dois musicais. Também participou numa produção para a televisão. Em 1981, Kline decidiu provar sorte em Hollywood, onde conseguiu um papel na película Sophie's Choice. Sua interpretação lhe valeu uma indicação ao Globo de Ouro. Em 1989 ganhou o Oscar de Melhor Ator (coadjuvante/secundário) por Um Peixe Chamado Wanda.
Kevin Kline é casado desde 1989 com a atriz Phoebe Cates, com quem tem dois filhos.

## Filmografia
- Sophie's Choice (1982) Nathan
- The Pirates of Penzance (1983) Rei Pirata
- The Big Chill (1983) Harold
- Silverado (1985) Paden
- Violets are blue (1986)
- Cry Freedom (1987) Donald Woods
- A Fish Called Wanda (1988) Otto West
- The January Man (1989) Nick Starkey
- I Love You to Death (1990) Joey Boca
- Soapdish (1991) Jeffery Anderson/Dr. Rod Randall
- Grand Canyon (1991) Mack
- Consenting Adults (1992) Richard Parker
- Chaplin (1992) Douglas Fairbanks
- Dave (1993) Dave Kovic/President William Harrison 'Bill' Mitchell
- The Nutcracker (1993) Narrador
- Princess Caraboo (1994) Frixos
- French Kiss (1995) Luc Teyssier
- The Hunchback of Notre Dame (1996) Capitão Phoebus
- The Ice Storm (1997) Ben Hood
- Fierce Creatures (1997) Vince McCain/Rod McCain
- In & Out (1997) Howard Brackett
- A Midsummer Night's Dream (1999) Nick Bottom
- Wild Wild West (1999) Artemus 'Artie' Gordon. delegado federal
- The Road to El Dorado (2000) Tulio
- The Anniversary Party (2001) Cal Gold
- Life as a House (2001) George Monroe
- The Emperor's Club (2002) William Hundert
- De-Lovely (2005) Cole Porter
- The Pink Panther Inspetor-Chefe Dreyfus
- A Prairie Home Companion (2006)
- As You Like It (2006) (2006)
- Welcome to America (2006)
- The Great Buck Howard (2006)
- Trade (2007) - Ray Sheridan
- Definitely, Maybe (2008) - Hampton Roth
- The Tale of Despereaux (2008)	- Andre
- Cyrano de Bergerac (2008) - Cyrano de Bergerac
- Queen to Play (Joueuse) (2009) - Docteur Kröger
- The Extra Man	(2010) - Henry Harrison
- The Conspirator (2010) - Edwin Stanton
- No Strings Attached (2011) - Alvin Franklin
- Last Vegas (2013) - Sam
- The Last of Robin Hood (2013) - Errol Flynn
- My Old Lady (2014) - Mathias Gold
- Ricki and the Flash 	(2015) - Pete
- Dean (2016) - Robert
- Beauty and the Beast (2017) - Maurice
- The Diary (2020)
- Here Today (2021) - ele mesmo